# Brug 232 (Houtgracht)

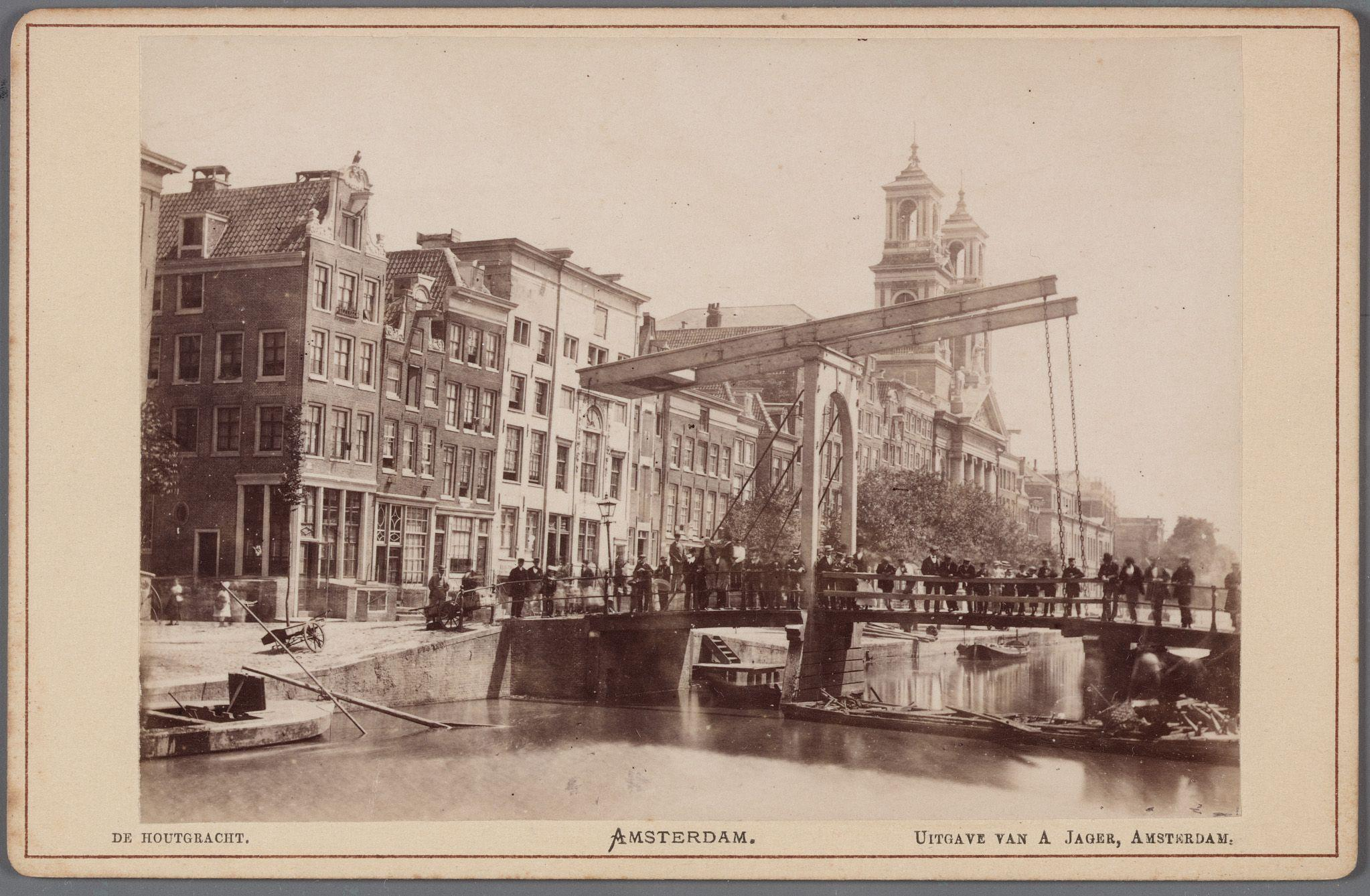
Smousenbrug met Mozes en Aäronkerk (19e eeuw)

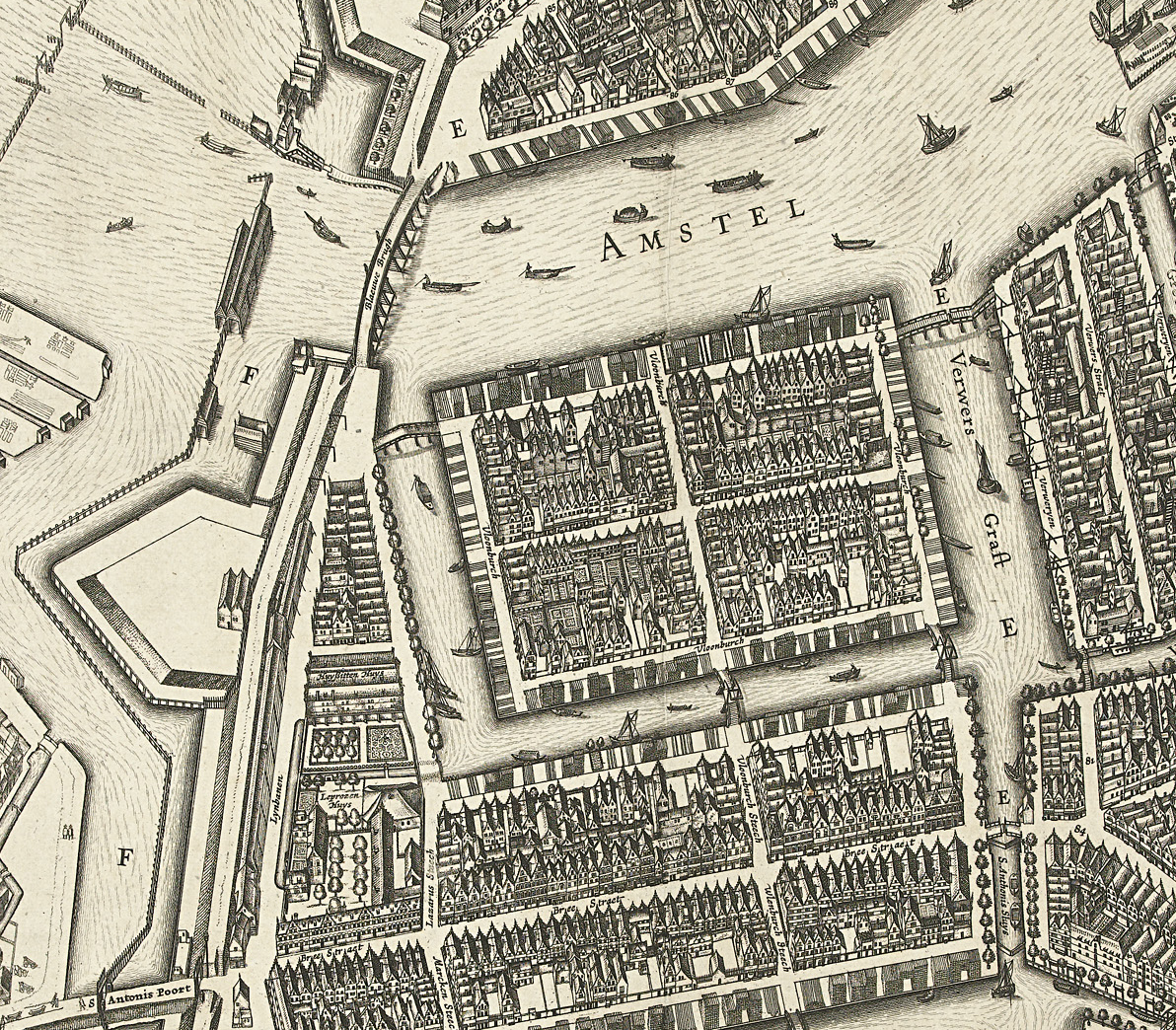
Vlooienburg in 1625 met middenonder brug 232

Brug 232  was een ophaalbrug in Amsterdam-Centrum. De brug had een aantal bijnamen die verwezen naar de bewoners van deze Amsterdamse Jodenbuurt: Smousenbrug, Smousjesbrug, Schmausenbrug en ook “gewoon” Jodenbrug. De buurtbewoners zelf hielden de naam Sint Teunis aan.
De brug was gelegen in Vlooijenburgersteeg en Korte Houtstraat en voer over de Houtgracht. In dit straten- en grachtenpatroon vormde ze eeuwenlang de verbinding tussen de Jodenbreestraat en het eiland Vlooienburg, waarop bijvoorbeelde Joodse Vismarkt werd gehouden. Er lagen hier drie brugnummers op rij: Brug 230, de Theo Boschbrug, over de Raamgracht en Brug 231 over de Houtgracht in de kade van de Zwanenburgwal en Brug 232.
De brug werd aangelegd om verbinding te leggen tussen nieuw land dat was aangelegd buiten de Zwanenburgwal, toen nog Verwersgraft, de kade heette toen nog simpelweg Vloonburch. De brug, dan al ophaalbrug, is dan ook te zien op de stadsplattegrond uit 1625 opgesteld door Balthasar Florisz. van Berckenrode. Op de stadsplattegronden van Joan Blaeu (1649) en Daniël Stalpaert (1662) is dat niet anders. Op de kaart van Gerrit de Broen van rond 1782 wordt de naam van de onderliggende gracht vermeld: Houtgracht.
Rond 1882 werd de Houtgracht (en Leprozengracht) gedempt en de brug verdween. Het brugnummer werd hergebruikt, tussen 1877 (oplevering) en 1913 (onderhoudslijst gemeente) werd ze gegeven aan de voetbrug brug 232 nabij de Hortus Botanicus Amsterdam. 